# Hôtel particulier
Pour les articles homonymes, voir Hôtel (homonymie).

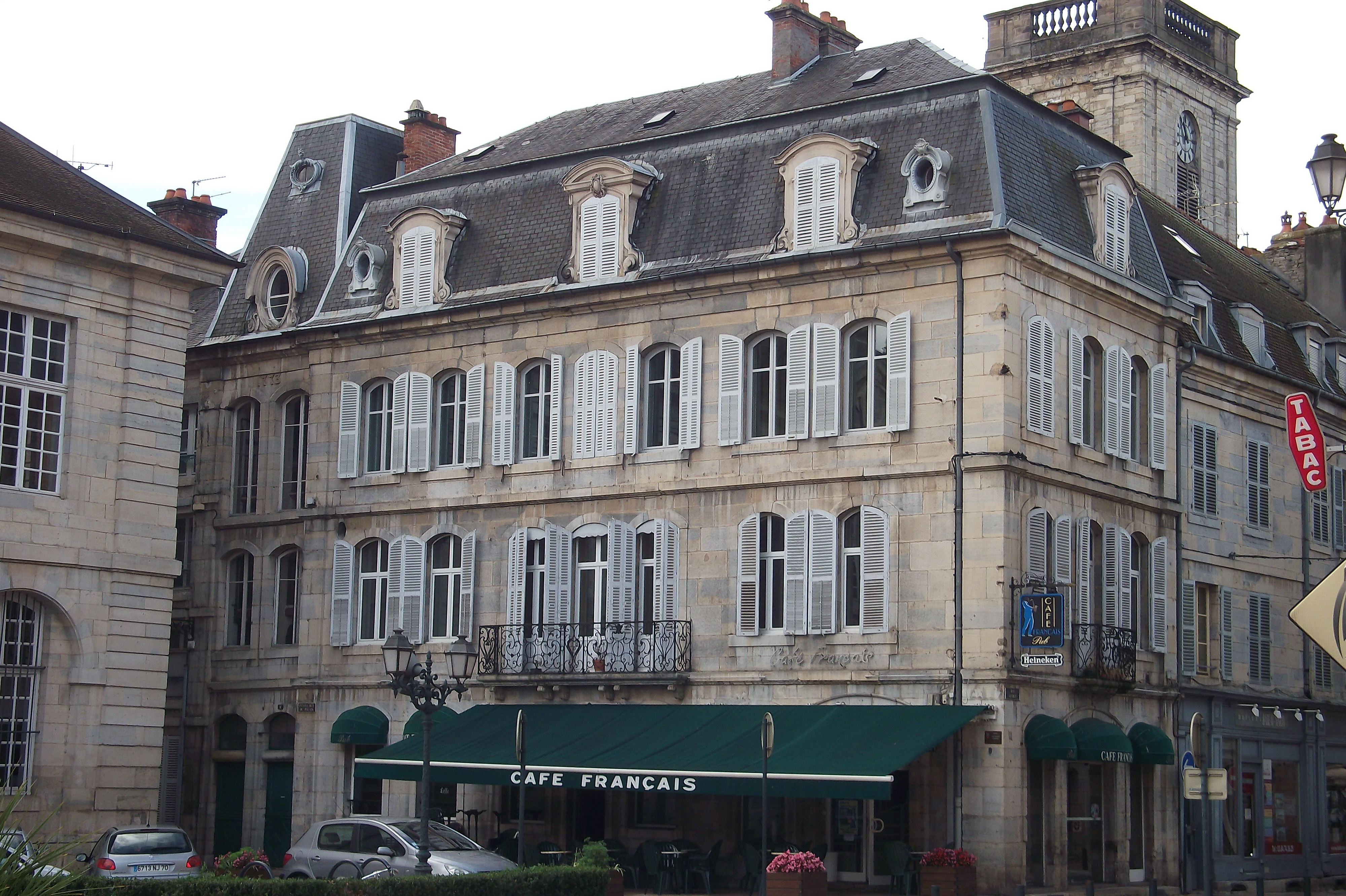
Façade Est de l'hôtel Pétremand (XVIII^{e} siècle), situé à Vesoul (Haute Saône).

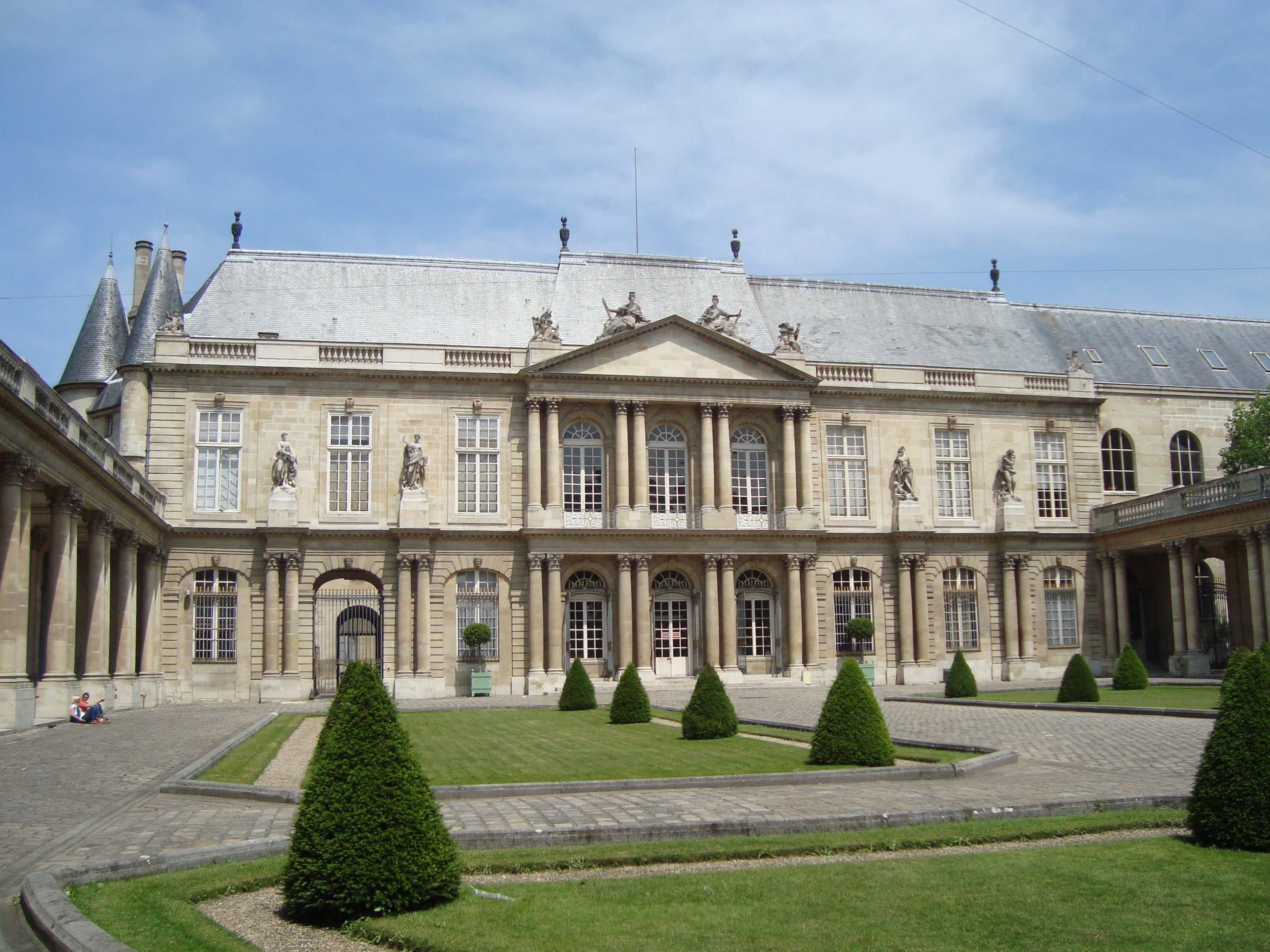
La façade et la cour de l'hôtel de Soubise, à Paris.

Un hôtel particulier est une maison urbaine luxueuse, conçue pour n'être habitée que par une seule famille, et sa domesticité. La maisonnée pouvait compter quelques dizaines de personnes. Des hôtels particuliers sont construits en France, en Suisse et en Belgique, du Moyen Âge au début du XXe siècle, souvent à des fins de reconnaissance sociale, d'ostentation, voire d'émulation entre aristocratie et bourgeoisie.

## Définition
Un hôtel particulier se caractérise avant tout comme étant une demeure urbaine appartenant et occupée à l'origine par un unique propriétaire. Ce sont là ses deux seules caractéristiques précises et quantifiables. Il se distingue ainsi en zone urbaine de l'hôtel de rapport, construction urbaine généralement luxueuse, mais dont les appartements sont loués ou vendus à plusieurs particuliers, du palais habité par un prince de sang même si les contre-exemples sont nombreux, ainsi que de la maison bourgeoise, qui n'a quant à elle pas le prestige des trois précédents. Cette résidence urbaine d'un personnage important, de sa famille et de sa domesticité (maisonnée pouvant comprendre plusieurs dizaines de personnes), tranche sur les constructions voisines par son échelle (inférieure à celle du palais), ses matériaux, ou son décor.

### Caractéristiques

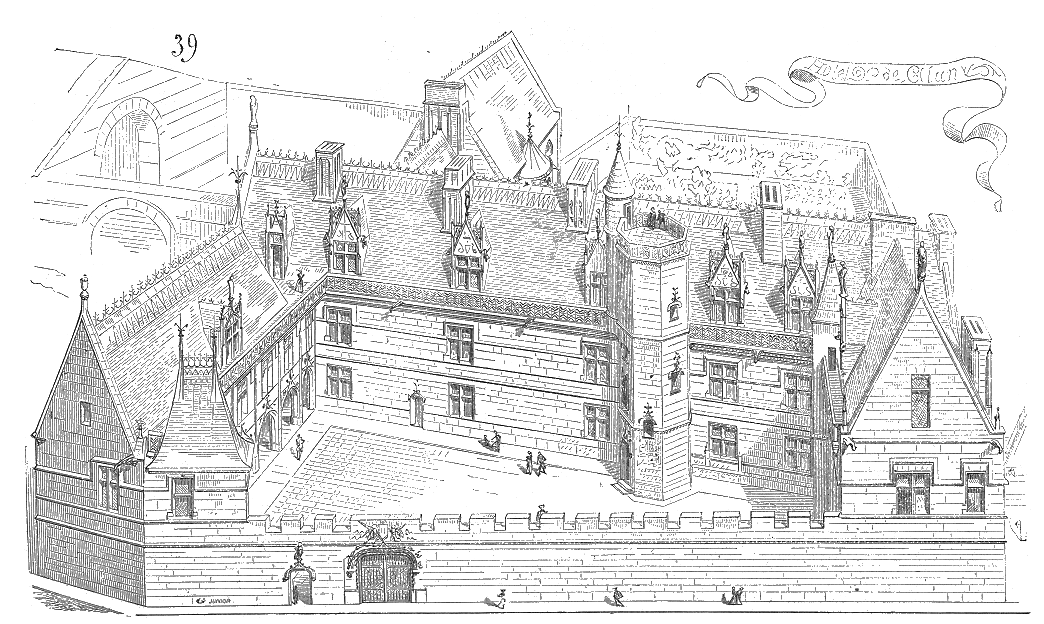
Ailes et pavillons flanquants le corps de logis servent souvent de cache-misère destiné à masquer les mitoyens disgracieux et fermer la résidence aux vues latérales (vue historique de l'Hôtel de Cluny).

Un hôtel particulier, demeure urbaine des élites, est en général plus vaste qu'une habitation ordinaire, puisqu'il peut s'étendre sur plusieurs centaines de mètres carrés. Néanmoins, la taille ne peut être intégrée dans la définition de l'hôtel particulier, car il existe de grandes maisons bourgeoises plus vastes que de petits hôtels particuliers. Dans le contexte dense de certaines villes, l'hôtel particulier s'adapte à la taille et à la forme du parcellaire.

Les élites urbaines ne se contentant plus du modèle médiéval et renaissant du pavillon bourgeois, elles font construire des hôtels qui possèdent généralement un portail cocher, un corps de logis central, une cour intérieure (voire deux : une cour d'honneur et une cour de service) ainsi que suivant la place disponible, un jardin d'agrément.

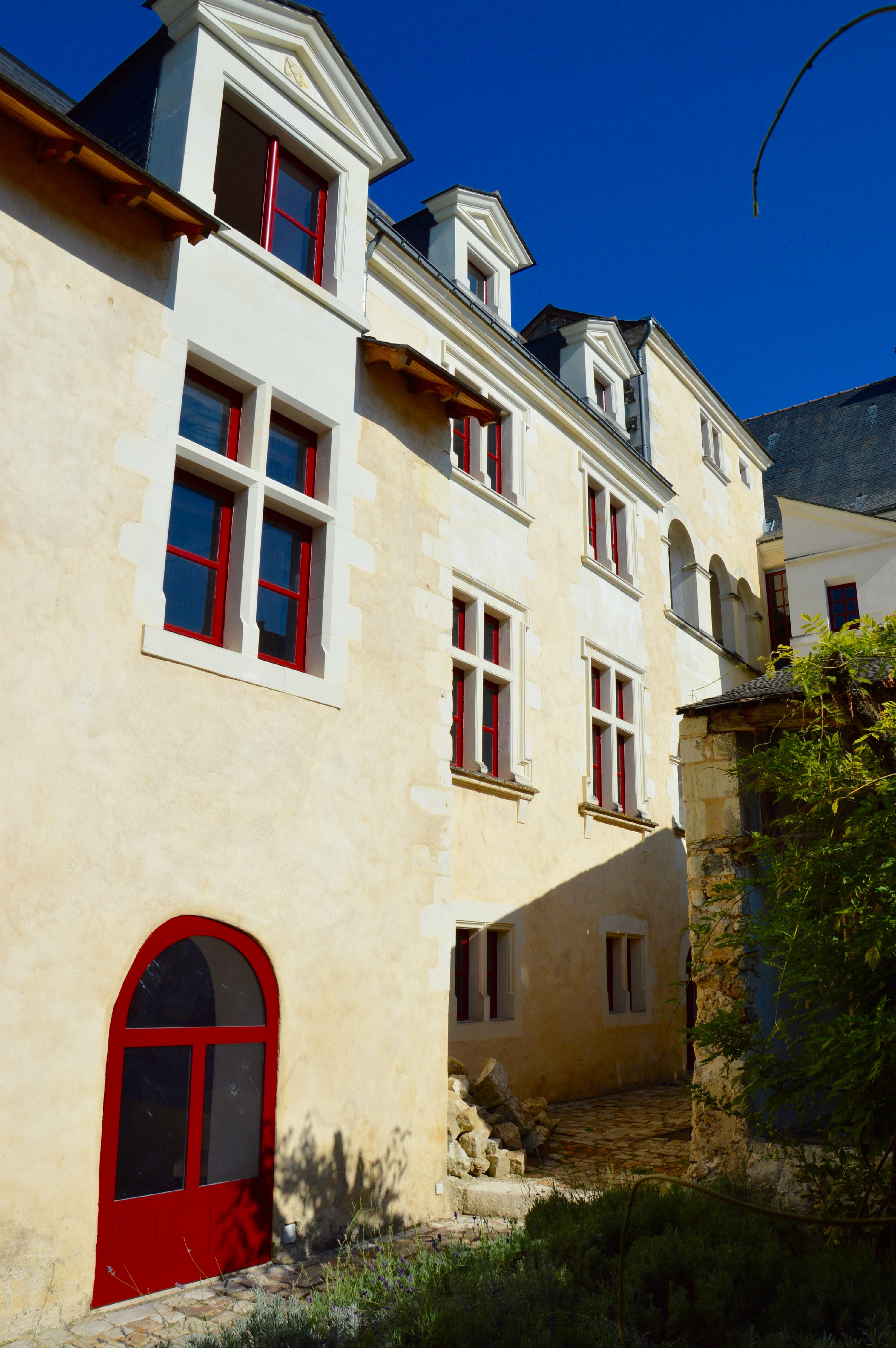
Façade sur rue de l'hôtel Maillard, à Baugé.

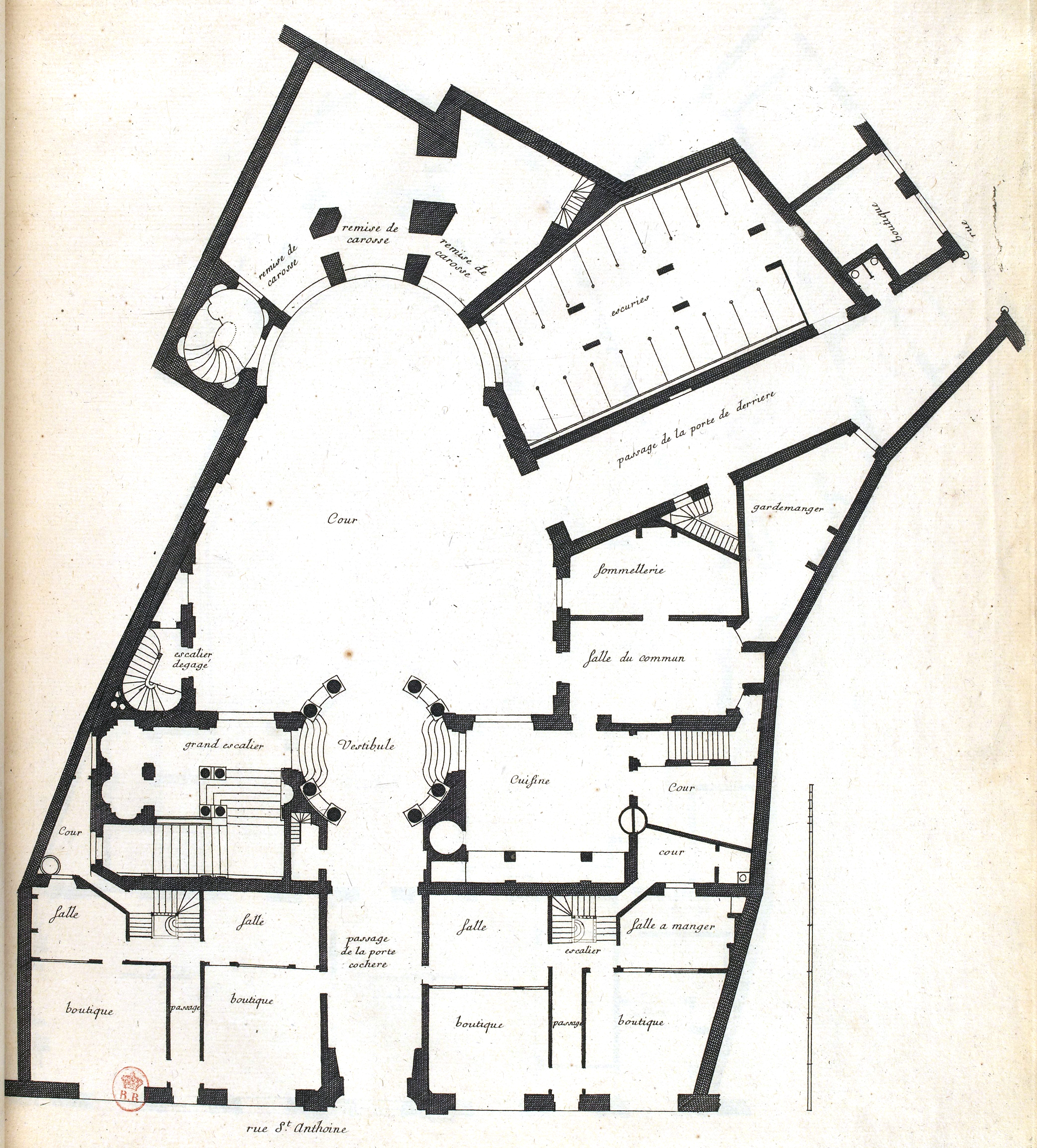
Les cours, trop petites pour une révolution complète des carrosses, sont percées de deux portails cochers (plan de l'hôtel de Beauvais).

En France, après le modèle de l'hôtel en façade sur rue de style gothique ou Renaissance comme l'hôtel Maillard, se développe à partir du XVIe siècle une disposition qui nécessite de la place (disposition régulièrement employée après la Révolution française, la rue ayant perdu de son prestige) : l'architecte écarte le corps de logis principal le plus loin possible de la rue pour s'établir en retrait en fond d'une cour. La façade arrière donne sur un jardin loin des nuisances des villes, d'où l'expression « entre cour et jardin ». Quand la surface de la parcelle le permet, ce corps de logis se prolonge par deux ailes latérales (plan en U), formant une cour d'honneur fermée par un mur écran (ce mur de clôture respecte ainsi le continuum des fronts bâtis et la règle d'alignement des façades), voire par deux ailes sur jardin (plan en H). Ce modèle canonique de l'hôtel entre cour et jardin qui perdure jusque dans les années 1930 est ainsi typiquement une demeure aristocratique qui exprime une volonté de manifester publiquement le prestige du propriétaire avec une grande cour (il existe cependant une volonté de ne pas être ostentatoire, par piété, prudence ou souci de discrétion) et parfois d'autant plus d'ostentation que la noblesse est de fraîche date ou que la haute bourgeoisie, de fortune récente, aspire à se fondre dans l'aristocratie. Une variante de ce modèle en France, à partir du règne de Louis XIV, est le type pavillon ou maison de plaisance lorsque le propriétaire dispose d'un terrain suffisant (le plan en quadrilatère usuel, plus ou moins régulier, fait place à un plan massé qui existait déjà au XVIe siècle, avec le corps de logis sans ailes, flanqué de pavillons carrés débordants et s'éloignant des murs mitoyens au lieu de s'y appuyer, ce qui évoque ainsi les dispositions du château). Au fil des siècles ou en fonction du site (hôtel se donnant à voir sur une place urbaine, hôtel sur le bord d'un cours d'eau), la rue regagne ses lettres de noblesse, et la structure de l’hôtel particulier subit une véritable révolution : le logis principal vient se replacer sur le devant (hôtels entre rue et cour avec ou sans jardin), mais devient souvent plus petit en raison de la pression immobilière, ses propriétaires bourgeois préférant vivre le long du domaine public, associé au commerce,.
Le XVIIe siècle est marqué par un doublement des logis en hauteur et en profondeur pour certains hôtels, dans un souci d'agrandissement des appartements et de commodité plus grande. La formule du corps de logis « simple en profondeur » (avec des fenêtres pouvant créer un effet de « lanterne et de transparence » si elles sont placées dans l'axe les unes des autres) est remplacée par celle du « double en profondeur » (deux logis en parallèle, séparés par un mur de refend). Cette dernière favorise le développement du comble à la Mansart qui évite de construire d'immenses combles droits coûteux en bois et de perdre beaucoup d'espace, et facilite la distribution, en multipliant le nombre de pièces, variant leur taille et leur forme (pièces ovales ou octogonales à la place des traditionnelles pièces carrées ou rectangulaires).

### Prestige du propriétaire

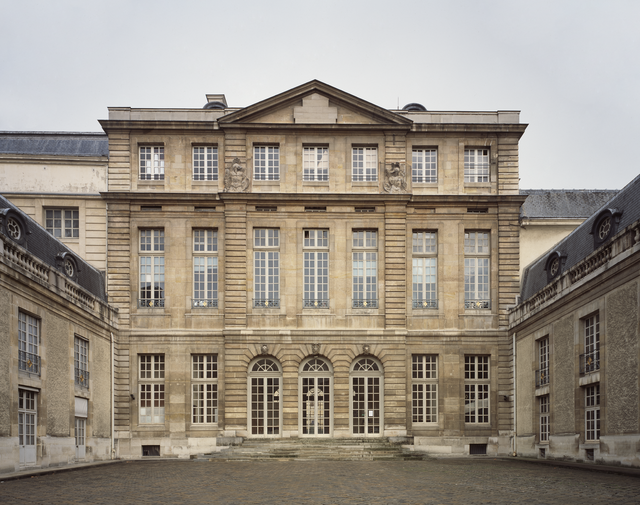
Façade côté cour de l'hôtel de Rohan.

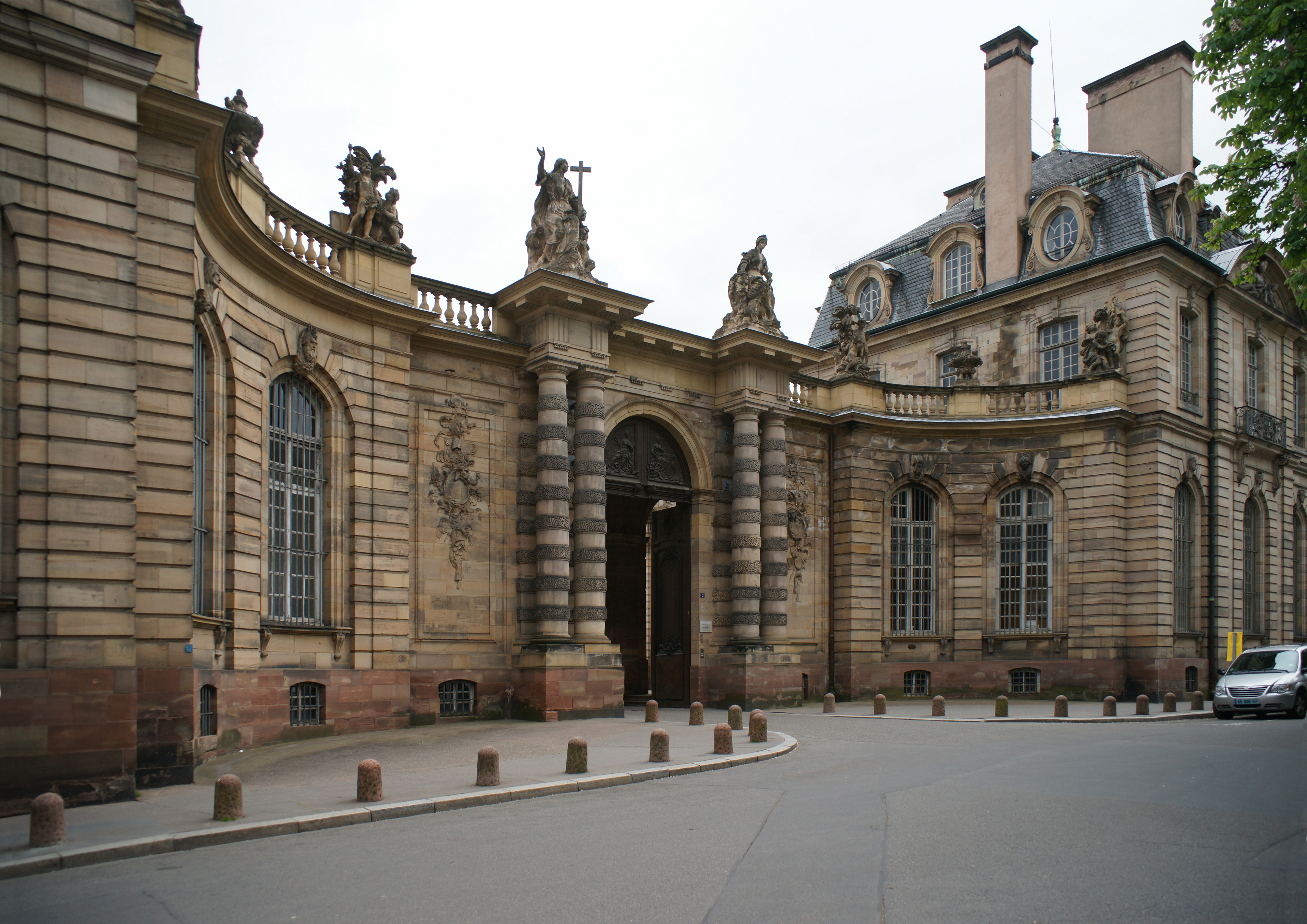
Portail en demi-lune du palais Rohan, servant autrefois à faciliter la manœuvre des carrosses.

Ces hôtels sont la propriété de personnages éminents. Cela peut être par leur rang social (noblesse sous l'Ancien Régime, grande bourgeoisie à l'époque industrielle, membres éminents du clergé). À l'exemple de l'hôtel de Rohan (Paris, IIIe arrondissement) appartenant à la famille du même nom, une des plus grandes maisons de France. Ou encore l'hôtel de Soubise (actuelles Archives nationales) qui fut la propriété de plusieurs princes et princesses à l'exemple de Marie de Guise (1615-1688), princesse de Joinville. L'hôtel aurait alors dû s'appeler palais de Guise eu égard à l'ascendance princière de sa propriétaire. A contrario, le cardinal de Richelieu, peu de temps après avoir fait ériger son hôtel particulier (l'hôtel de Richelieu, actuel Palais-Royal), le fait rebaptiser Palais-Cardinal alors qu'il n'a pas le titre de prince. La définition d'un hôtel particulier suivant l'éminence de son propriétaire trouve ainsi vite une limite au vu du nombre de contre-exemples.
L'hôtel de Villemaré (XVIIIe siècle, Paris, place Vendôme) a quant à lui été durant l'Ancien Régime la propriété de grands financiers du royaume, mais issus de la petite noblesse voire de la bourgeoisie. Il appartient de ce fait à la catégorie des hôtels particuliers, propriété de riches personnages, financiers ou commerçants, parfois récemment anoblis. Ces hôtels se multiplient principalement au XVIIIe siècle. À Paris, ce sont principalement de grands financiers qui en sont les maîtres d'ouvrage. En province, cela varie selon le statut de la ville. Dans les grandes villes parlementaires (comme Rennes ou Aix-en-Provence), c'est principalement la noblesse de robe qui en est à l'origine quand dans les villes et ports de commerce (comme Bordeaux ou Nantes), ce sont principalement les riches commerçants ou armateurs qui se font édifier ces grandes demeures.
La possession d'un hôtel particulier constitue un signe de richesse évident pour une famille, du fait des fonds importants nécessaires tant pour sa construction (achat de vastes terrains en milieu urbain ou semi-urbain, services d'un architecte, achat de matériaux de construction de grande valeur comme la pierre de taille), que pour son entretien et le paiement du personnel qui y travaille (domestiques, femmes de chambre, cuisiniers, palefreniers, etc.).
À partir du règne de Louis XIV, certains propriétaires accroissent encore leur prestige : ne respectant pas la règle de l'alignement des façades, ils s'arrogent le droit d'incurver selon un plan semi-elliptique leur mur de clôture au niveau du porche. Cet élément architectural du portail en retrait de la rue encadré par deux murs en arc de cercle est une invitation à entrer et, lorsque la rue est trop étroite pour la manœuvre des carrosses, une façon de l'élargir pour permettre une giration plus aisée des attelages.

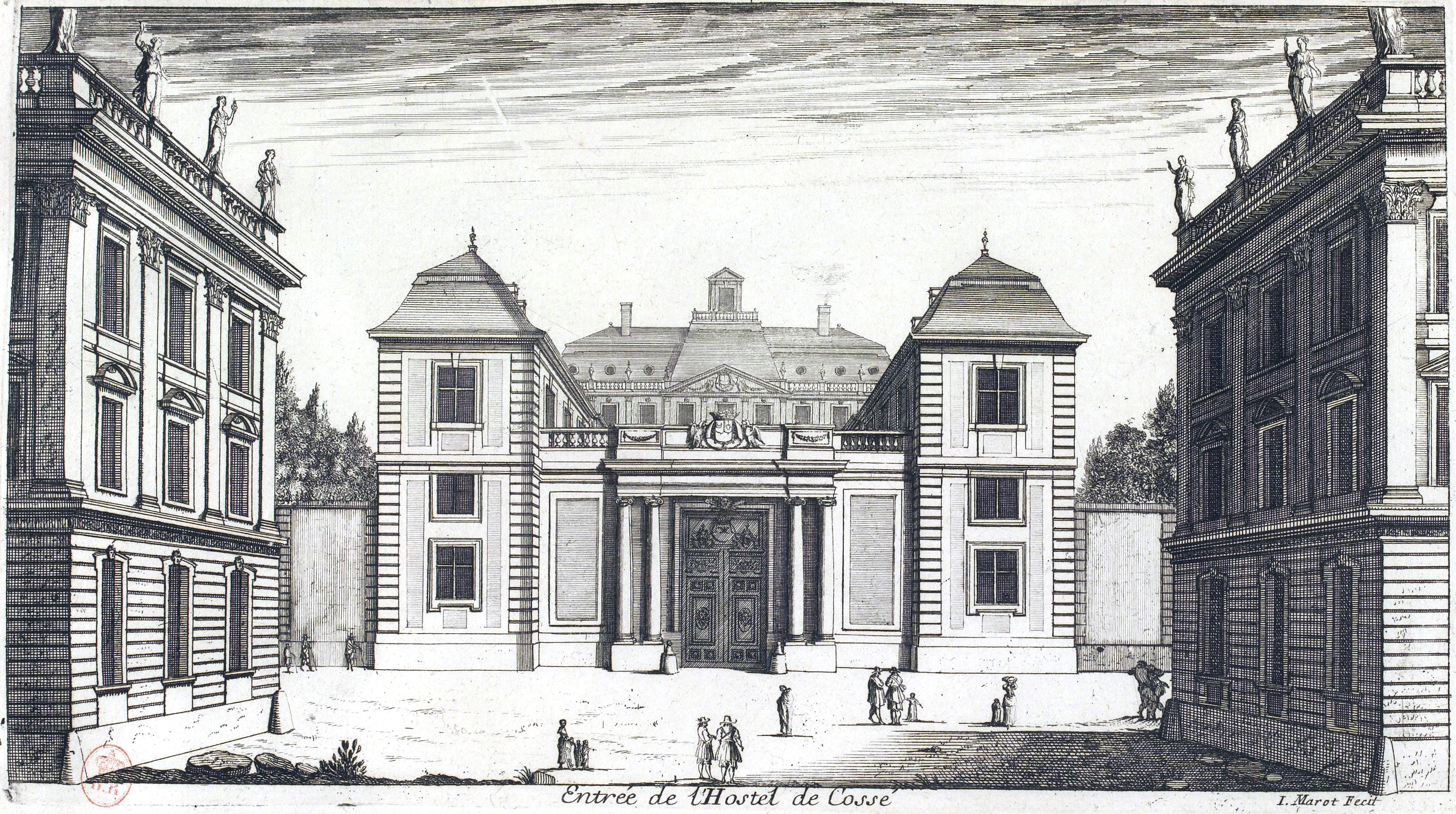
Blason abrité dans un cartouche en acrotère (hôtel de Cossé).
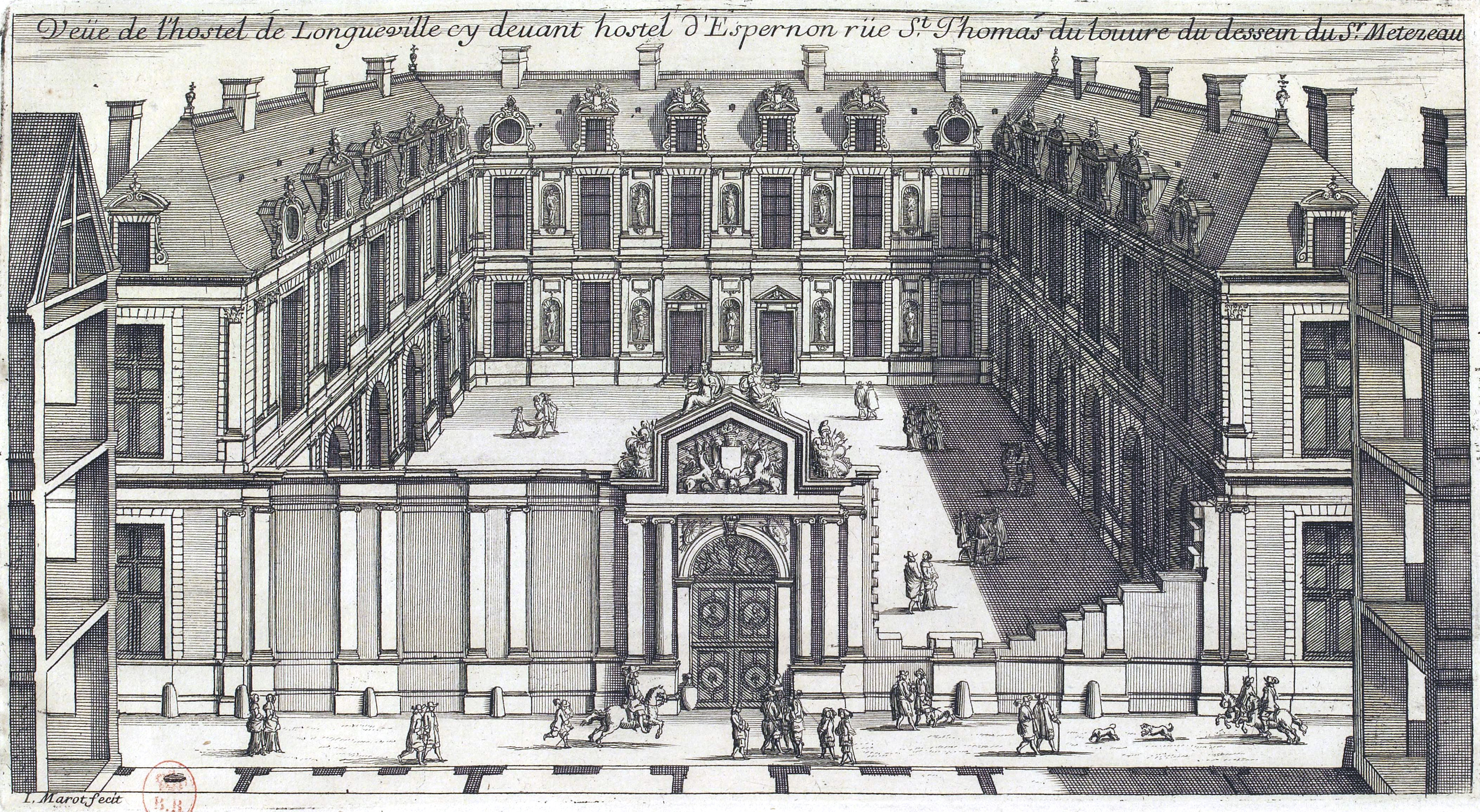
Armoiries[note 7] sculptées dans le tympan d'un fronton (hôtel de Longueville).

## Origine du terme
Le terme d'hôtel provient du latin hospitale [cubiculum] (« [chambre] hospitalière (pour recevoir les hôtes) » puis le lieu où l'on habite enfin à la fin du XIIIe siècle un lieu officiel ou prestigieux. Il recouvre ainsi très tôt de nombreuses significations. Martin Lister en 1698 écrit qu'il « y a à Paris un grand nombre d'hôtels, c'est-à-dire d'auberges publiques où l'on loue des appartements. […] Ce nom s'applique aussi aux maisons des seigneurs et des gentilshommes […] ». Est donc prise en compte dès 1698 la double définition du terme hôtel. À laquelle s'y ajoute une troisième, celle des édifices de prestige d'une ville (hôtel de ville, hôtel-Dieu, etc.). On retrouve ici une double ascendance étymologique. Celle de l'auberge tout d'abord, où l'hôtel (ostel) est un lieu d'accueil (hôte, hôtellerie, hospitalité). Celle ensuite de l'édifice à caractère public tel que l'hôtel du roi, hospitium regis, regroupant les officiers chargés du service domestique du souverain.
C'est au Moyen Âge que le terme d'hôtel s'impose progressivement pour désigner une résidence princière, par opposition au palais royal et à la maison bourgeoise. L'emploi du mot reste cependant rare et ne désigne alors que les résidences de très grands seigneurs comme l'hôtel de Nesle ou l'hôtel des Tournelles. Il se généralise au XVIIe siècle avec l'émergence d'hôtels propriétés de financiers et de grands bourgeois. Ainsi, à la fin de l'Ancien Régime apparait le terme d'hôtel particulier, devenu nécessaire à la clarté du propos.
Pour résoudre cette ambiguïté sémantique, est créée l'expression « hôtel particulier » qui apparait dans la première moitié du XXe siècle.

## Éléments historiques

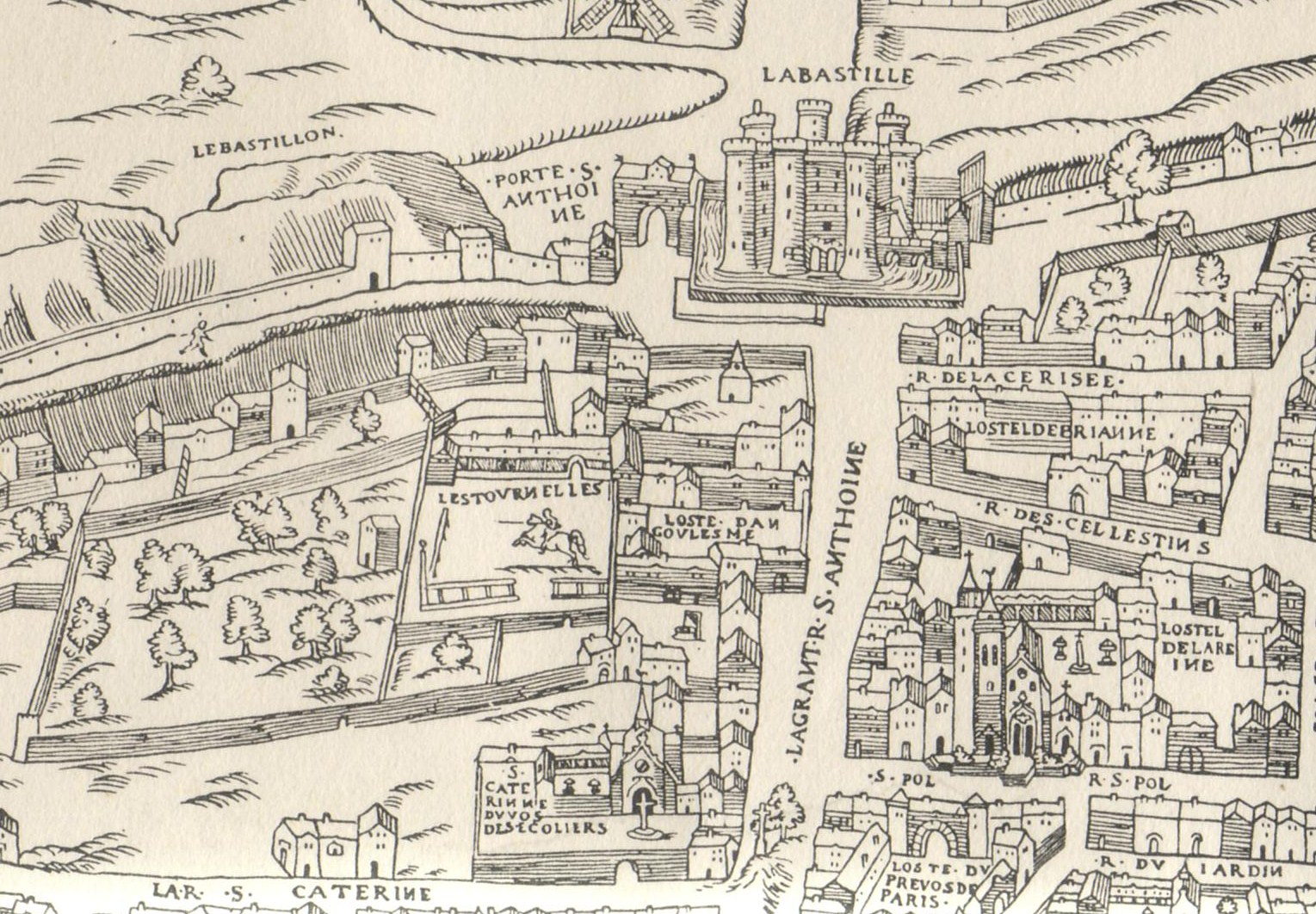
Les hôtels particuliers tranchent sur les constructions voisines avec leurs portails cochers, leurs matériaux (pierre de taille), et, jusqu'au XVIIe siècle leur échelle de construction plus basse que les maisons médiévales en bois construites tout en hauteur (hôtel des Tournelles vers 1550, plan de Truschet et Hoyau).

Une des caractéristiques des grandes maisons nobiliaires du Moyen Âge est la possession d'un château associé à des terres, c'est-à-dire d'un fief. Ce château, par son histoire illustre le haut lignage de la famille. L'époque moderne voit conjointement divers facteurs entrainer une reproduction du phénomène dans les zones urbaines. Les grands du royaume se constituent de vastes domaines au sein même de la ville, à l'exemple du Cardinal de Richelieu qui au XVIIe siècle fait ériger en plein cœur de Paris son propre palais, actuellement le Palais-Royal.

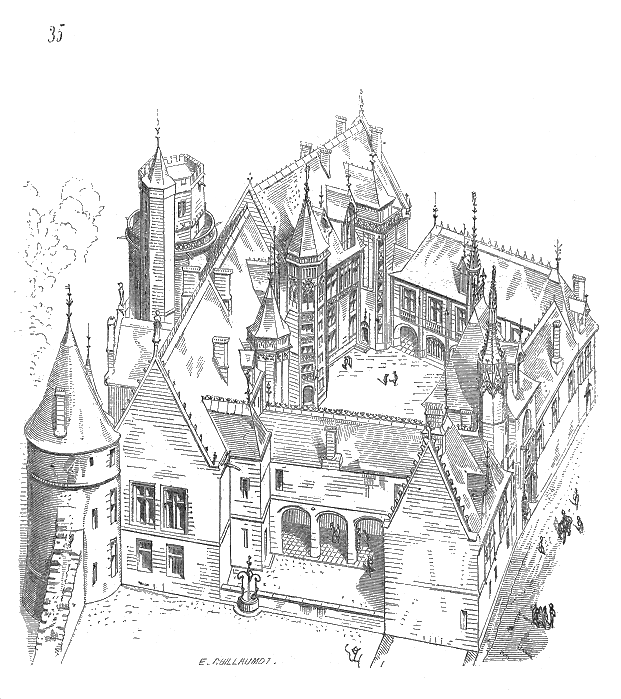
Vue d'artiste du Palais Jacques-Cœur dans les années 1890.

L'enrichissement de grands bourgeois et l'arrivée en France des idées de la Renaissance au milieu du XVe siècle initient ce phénomène. L'un des tout premiers hôtels particuliers français de cette époque, l'hôtel Jacques-Cœur (à partir de 1443) à Bourges, en est un exemple. Son propriétaire, Jacques Cœur, un riche marchand berruyer ayant beaucoup voyagé notamment dans l'Italie de la Renaissance, ramène de ses périples nombres d'innovations architecturales qu'il met en œuvre dans son hôtel, comme la présence de vastes baies extérieures alignées tant verticalement qu'horizontalement, innovation architecturale rapportée d'Italie.

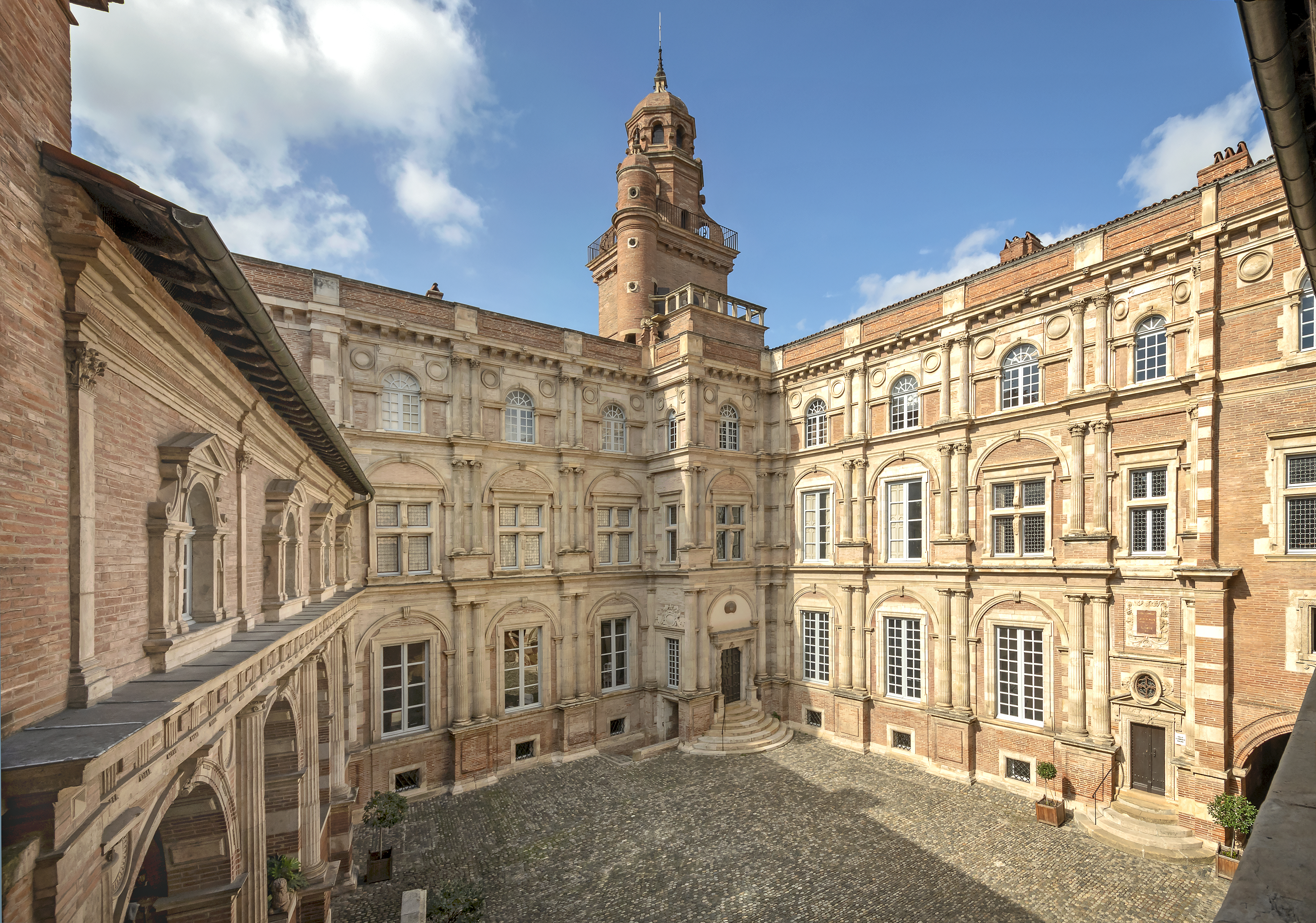
Vue de la cour intérieure de l'hôtel d'Assézat.

En 1530 à Toulouse, c'est le prélat humaniste Jean de Pins qui est l'un des premiers à introduire les modénatures antiques en France (ici l'ordre ionique) sur les arcades de son hôtel après un séjour en Italie comme diplomate. En 1536 l'architecte Philibert Delorme fait de même sur la galerie de l'Hôtel de Bullioud à Lyon. À l'hôtel d'Assézat (1555-1557) à Toulouse, l'architecte Nicolas Bachelier élève deux façades sur cour qui constituent un remarquable exemple d'architecture classique inspirée de gravures de Sebastiano Serlio, avec superposition des trois ordres grecs, et qui n'est pas sans rappeler la façade de Pierre Lescot au palais du Louvre.
Ce phénomène d'innovation lié à cet essor de la bourgeoisie ne se limite pas aux grands centres urbains puisque l'on note également l'achat de terrains ruraux ou de vieux châteaux médiévaux par ces nouveaux nobles ou grands bourgeois afin de les transformer en demeure seigneuriale, symbole de leur ascension sociale. Ainsi, l'innovation artistique (ici architecturale) de ce début de l'époque moderne est amenée non pas par les grands nobles du royaume, mais par les marchands et bourgeois, ces personnes qui voyagent et découvrent notamment l'Italie de la Renaissance de laquelle ils vont s'inspirer à leur retour en France.
Cette grande bourgeoisie issue des villes n'a pour sa majeure partie pas les moyens de se faire construire d'immenses complexes comme les châteaux d'Azay-le-Rideau ou de Vaux-le-Vicomte. Ainsi se développent les hôtels particuliers au sein même (ou en périphérie) des grands centres urbains. La grande période de construction des hôtels particuliers, principalement à Paris, débute au milieu du XVIIe siècle. À cette période, la moitié des immeubles de Paris sont la propriété d'officiers ou de financiers. Comme l'illustre le plan de Turgot (certes daté du début du siècle suivant), la ville est dense, mais ses frontières nettement moins éloignées du cœur qu'aujourd'hui. Ainsi, les propriétaires d'hôtel particulier les font principalement construire en périphérie de la ville, comme l'illustre le plan. Cela permet d'adopter une architecture régulière pour l'édifice, de créer un jardin et d'aligner l'hôtel sur la rue. Ainsi, on distingue vite deux types d'hôtel. Ceux en périphérie de la ville, très vastes et pourvus très souvent d'un jardin (à l'exemple de l'hôtel du Maine, XVIIIe siècle) et ceux du cœur de ville, plus petits et plus rarement pourvus d'un jardin à l'exemple des hôtels de la place Vendôme (XVIIIe siècle). Il y a néanmoins des exceptions, comme l'Hôtel Lambert (XVIIe siècle), où un jardin sur terrasse a été réalisé sur l'Île Saint-Louis. Ces deux catégories d'hôtel présentent d'autres distinctions. Ceux de la périphérie possèdent souvent leur terrain propre, une vaste parcelle au milieu de laquelle se trouve l'édifice alors que les hôtels qui se trouvent au centre de la ville sont le plus souvent collés aux autres édifices, au même titre que les maisons bourgeoises ou les maisons de ville ordinaires qui se caractérisent, de chaque côté, par un mur mitoyen avec les constructions voisines.
Il existe néanmoins un certain nombre de caractéristiques communes. On trouve la plupart du temps une façade très développée, qu'elle donne sur une cour ou directement sur la rue. Élément clé de l'hôtel, elle atteste sa richesse à tous les passants, raison pour laquelle elle est particulièrement soignée. On y trouve également la plupart du temps un porche avec porte cochère ouvragée sur rue (souvent en demi-lune) débouchant sur une cour d'honneur pavée de forme carrée, rectangulaire ou ovale, parfois encadrée de communs (bâtiments souvent plus bas que le corps de logis) abritant écuries, cuisines, buanderie, chambres des domestiques, etc.). Le logis (dans l'axe ou sur de la porte cochère), dont la façade peut être animée par un avant-corps central mettant en évidence la ou les travée(s) axiale(s), est souvent précédé d'un perron. Ce logis est généralement de deux niveaux sur sous-sol avec comble brisé, coiffé d'un toit en croupe, à la Mansard, avec lucarnes à linteaux bombés. Les colonnes et pilastres disparaissent au profit des larges calages à refends et des bandeaux séparant les étages ; les parties sculptées étant le plus souvent réduites aux éléments centraux des linteaux en arc de cercle, dans le registre rocaille puis néo-classique. Le vestibule permet d'aller au rez-de-chaussée ou à l'étage noble selon les plans. Dans les hôtels les plus luxueux, le grand appartement de réception est scindé en « salons de parade » et en « salons de société » pour les amis. Ces appartements constitués de pièces en enfilade donnent généralement sur la rue ou la cour d'honneur, il se distinguent des appartements privés qui donnent généralement sur le jardin. Traditionnellement, les appartements privés du maître de maison sont situés au rez-de-chaussée, ceux de la maîtresse à l'étage où ils disposent d'une plus belle vue sur le jardin et sont mieux chauffés l'hiver car plus bas de plafond ou mieux exposés au soleil.
C'est généralement l'expression en français « hôtel particulier » qui est utilisée dans les autres langues pour désigner ce type d'habitation. De nombreux hôtels particuliers furent transformés durant leur histoire en hôtel de rapport (à l'exemple du Temple du Goût (XVIIIe siècle) sur l'Île Feydeau à Nantes). Ils sont néanmoins toujours considérés comme des hôtels particuliers, principalement pour leur riche architecture.

## Historiographie française
La thématique de l'hôtel particulier alimente une historiographie française pléthorique qui s'ordonne, pour l'essentiel, selon des monographies techniques, des exaltations patrimoniales, ou des tableaux économiques. « La synthèse d’Alexandre Gady sur l’habitat de l’élite parisienne semble encore avoir clos une longue trajectoire de recherche, inaugurée par les travaux de Jean-Pierre Babelon, dépassant la seule perspective architecturale pour aborder l’hôtel au travers de son habitation et inclure la demeure dans l’ethos nobiliaire. Pourtant, ce champ de recherche demeure singulièrement isolé, enserré dans une catégorie historiographique peu interrogée. Singulier dans sa forme, dans son inscription urbaine, dans son vocable même, l’« hôtel » serait une particularité française irréductible, sans communauté avec les « palais » du reste de l’Europe. » L'historien Michel Figeac mène depuis 2017 un projet de recherche transnational qui « vise une approche synthétique de l’habitat des élites européennes, au-delà des traditions nationales contraignant les ambitions comparatistes ».

## Dans les villes de France

### Paris
Au faubourg Saint-Germain, il y eut plus de 200 hôtels sous la Restauration. En 1953, il en reste moins de 50. Au début des années 2020, Paris compterait encore environ 500 hôtels particuliers, dont plus de 70 dans le 7e arrondissement.

### Blois
Siège de la cour de France pendant la Renaissance (de 1498 à 1547), l'architecture de Blois révèle près d'une vingtaine d'hôtels particuliers encore visibles de nos jours. Parmi eux, l'hôtel d'Alluye est notablement célèbre pour ses briques rouges typiques du style Louis XII et du château de Blois, qui ont inspiré la construction au XIXe siècle de l'hôtel Gaillard, à Paris.